# Larga Nouă, Cahul
Larga Nouă este un sat în raionul Cahul, Republica Moldova, reședința comunei cu același nume.
Structură etnică
     moldoveni (63,16%)
     ucraineni (1,84%)
     ruși (2,54%)
     găgăuzi (0,26%)
     bulgari (32,11%)
     români (0%)
     evrei (0%)
     polonezi (0%)
     țigani (0%)
     alte etnii / nedeclarată (0,09%)
Conform datelor recensământului din 2004, populația localității este de 1.140 locuitori, dintre care 570 (50%) bărbați și 570 (50%) femei. Structura etnică a populației în cadrul localității arată astfel:
- moldoveni — 720;
- ucraineni — 21;
- ruși — 29;
- găgăuzi — 3;
- bulgari — 366;
- altele / nedeclarată — 1.